# Kwiecień 2017

## 29 kwietnia
- Zmarł Wiktor Osiatyński – polski prawnik, pisarz, publicysta, nauczyciel akademicki, działacz społeczny. Specjalizował się w zakresie prawa konstytucyjnego, historii doktryn politycznych i prawnych oraz prawach człowieka.
- W rozegranej w Londynie walce bokserskiej o tytuł mistrza świata wagi ciężkiej federacji IBF, WBA oraz IBO Anglik Anthony Joshua pokonał przez techniczny nokaut (w 11. rundzie) Ukraińca Wołodymyra Kłyczkę[1].

## 27 kwietnia
- Prezesem Komitetu Krajowego Towarzystwa Biblijnego w Polsce został Superintendent naczelny Kościoła Ewangelicko-Metodystycznego w RP, ks. Andrzej Malicki[2].
- W Stoczni Remontowej Nauta w Gdyni, wraz z dokiem przewrócił się tankowiec Hordafor V, pływający pod banderą norweską[3].

## 25 kwietnia
- Amerykański Indeks giełdowy NASDAQ Composite po raz pierwszy w historii przebił barierę 6000 punktów[4].

## 23 kwietnia
- Metropolita Warszawski kard. Kazimierz Nycz podniósł kościół parafialny Miłosierdzia Bożego i św. Faustyny w Warszawie do rangi sanktuarium, a bp Rafał Markowski dokonał uroczystej konsekracji świątyni[5].
- Podczas maratonu w Londynie Kenijka Mary Keitany ustanowiła najlepszy wynik w historii kobiecego biegu maratońskiego – 2:17:01 (lepszy wynik uzyskała w 2003, także w Londynie, Paula Radcliffe – 2:15:25, miało to miejsce w rywalizacji z mężczyznami)[6].
- Zakończyły się, rozgrywane w Warszawie, mistrzostwa Europy w judo[7][8].
- I tura wyborów prezydenckich we Francji nie przyniosła ostatecznego rozstrzygnięcia, w zaplanowanej na 7 maja decydującej II turze zmierzą się: Emmanuel Macron (24% w pierwszym głosowaniu) oraz Marine Le Pen (21,3%)[9].
- Zakończyły się, rozgrywane w Nassau na Bahamach, międzynarodowe zawody w biegach sztafetowych – IAAF World Relays[10].

## 22 kwietnia
- W Warszawie na I. sesji Synodu Kościoła XIV kadencji wybrano nowego Prezesa Synodu i Radę Synodalną Kościoła Ewangelicko-Augsburskiego w RP. Prezesem Synodu XIV kadencji został ks. dr Adam Malina[11].

## 21 kwietnia
- W Pałacu Prezydenckim w Warszawie wręczono noty identyfikacyjne rodzinom 12 ofiar totalitaryzmu komunistycznego w tym rodzinom: Stanisława Biziora, Stefana Długołęckiego, Czesława Dumy, Czesława Gałązki, Ludwika Machalskiego, Lucjana Minkiewicza, Stefana Nowaczka, Mariana Pilarskiego i Leona Taraszkiewicza[12].

## 20 kwietnia
- W Paryżu na Polach Elizejskich miał miejsce zamach terrorystyczny, w wyniku którego zginął policjant oraz sprawca zamachu[13].

## 18 kwietnia
- Policyjny śmigłowiec rozbił się w górach w prowincji Tunceli na wschodzie Turcji. Zginęli wszyscy na pokładzie, tj. 12 osób[14].

## 16 kwietnia
- Korea Północna przeprowadziła nieudaną próbę wystrzelenia pocisku balistycznego[15][16].
- Zakończyły się, rozgrywane w Hongkongu, mistrzostwa świata w kolarstwie torowym[17].

## 15 kwietnia
- W wieku 117 lat zmarła Emma Morano, w chwili śmierci najstarsza żyjąca osoba[18].

## 14 kwietnia
- Co najmniej 19 osób zginęło, 13 zostało rannych, a co najmniej 600 straciło dach nad głową w wyniku nocnego zawalenia się mierzącej ponad 90 metrów wysokości góry śmieci w dzielnicy slumsów Kolombo, stolicy Sri Lanki[19].

## 13 kwietnia
- United States Air Force użyły po raz pierwszy bojowo największej, znajdującej się w jej arsenałach bomby lotniczej z konwencjonalnym ładunkiem bojowym – GBU-43/B MOAB. MOAB został zrzucony z pokładu samolotu MC-130H Combat Talon II na pozycje tzw. Państwa Islamskiego znajdujące się w Afganistanie, w prowincji Nangarhar. Celem użycia termobarycznej bomby było zniszczenie kompleksu tuneli znajdujących się w rękach bojowników Państwa Islamskiego[20].
- W bieżącym roku ponad 520 osób zmarło w Somalii z powodu cholery[21].

## 9 kwietnia
- Co najmniej 43 osoby zostały zabite, a ponad 100 odniosło rany w dokonanych w Niedzielę Palmową zamachach bombowych na dwa koptyjskie kościoły w Egipcie[22].
- W wyborach prezydenckich w nieuznawanej Osetii Południowej zwyciężył Anatolij Bibiłow[23].

## 8 kwietnia
- 6 osób zginęło w wyniku zawalenia się kamienicy w Świebodzicach[24][25].
- Zakończyły się, rozgrywane w Splicie, mistrzostwa Europy w podnoszeniu ciężarów[26].

## 7 kwietnia
- Ciężarówka wjechała w ludzi w centrum Sztokholmu, powodując śmierć co najmniej 3 osób[27][28].
- Baskijska organizacja separatystyczna – ETA zakończyła proces oddawania całej broni i materiałów wybuchowych będących w jej posiadaniu. W 2011 ETA ogłosiła zakończenie walki zbrojnej[29].
- W finale, rozgrywanych w Plymouth, mistrzostw świata w hokeju na lodzie kobiet Amerykanki pokonały Kanadyjki 3:2 po dogrywce[30].

## 4 kwietnia
- Brytyjski fizyk i programista, współtwórca World Wide Web – Tim Berners-Lee został wyróżniony prestiżową nagrodą informatyczną – Nagrodą Turinga[31].

## 3 kwietnia
- Atak bombowy w petersburskim metrze. Zginęło 10 osób, około 50 zostało rannych[32][33].

## 2 kwietnia
- W drugiej turze wyborów prezydenckich w Ekwadorze zwyciężył Lenín Moreno[34].
- W wyborach prezydenckich w Serbii zwyciężył (w I turze) urzędujący premier kraju – Aleksandar Vučić[35].
- Ulicami Warszawy przeszedł X Katyński Marsz Cieni[36].
- Zakończyły się, rozgrywane w Helsinkach, mistrzostwa świata w łyżwiarstwie figurowym[37].

## 1 kwietnia
- Podczas półmaratonu w Pradze Kenijka Joyciline Jepkosgei ustanowiła rekordy świata na czterech dystansach: 10 kilometrów (30:05), 15 kilometrów (45:37), 20 kilometrów (1:01:25) oraz w półmaratonie (1:04:52)[38].
- Co najmniej 254 osoby zginęły w wyniku nocnego zejścia gigantycznej lawiny błotnej na ponad 30-tysięczne miasto Mocoa na południowym zachodzie Kolumbii. Katastrofę spowodowały ulewne deszcze, które doprowadziły do wystąpienia rzek ze swych brzegów[39].
- Stanowisko kapitanów regentów San Marino po raz pierwszy objęły dwie kobiety, tj. Mimma Zavoli oraz Vanessa D’Ambrosio[40].